# Esbjerg Skibet
Esbjerg Skibet er et kunstværk i granit udført af Jørgen-Martin Pedersen fra Vejrup forestillende et sejlskib. Det er placeret på en prominent plads ved Esbjerg Strand, et kommende rekreativt område ved havnen i Esbjerg. 
Værket var en donation fra Claus Sørensens Fond til Esbjergs borgere i anledningen af Tage Sørensens 100-års fødselsdag. Det blev afsløret den 5. december 2015, og i samme forbindelse blev pladsen hvor værket er placeret officielt navngivet Tage Sørensens Plads.